# 佐賀県道23号唐津呼子線
佐賀県道23号唐津呼子線（さがけんどう23ごう からつよぶこせん）は、佐賀県唐津市を通る県道（主要地方道）である。

## 概要
唐津市神田（こうだ）から唐津市鎮西町名護屋に至る。
唐津市神田の中心市街地よりやや南側にある長松大橋交差点を起点とし、坊主町交差点より西へと進み、唐房入口交差点から東松浦半島の内陸部を南東から北西に貫き、鎮西町中心部・名護屋に至る。唐津市中心部と鎮西町の間には国道204号も通っているが、国道204号は半島の玄界灘に沿って敷かれているため遠回りとなり、当県道が最短ルートとなる。また佐賀県道340号鎮西唐津線と接続し、唐津市中心部と呼子町の最短ルートを構成する。

### 路線データ
- 起点：佐賀県唐津市神田（長松大橋交差点、国道204号交点、佐賀県道33号唐津肥前線起点）
- 終点：佐賀県唐津市鎮西町名護屋（前田利家陣跡交差点[1]、国道204号交点、佐賀県道310号名護屋港線終点）

## 歴史
- 1993年（平成5年）5月11日 - 建設省から、県道唐津呼子線が唐津呼子線として主要地方道に指定される[2]。
- 2011年（平成23年）3月31日 - 佐賀県告示第126号により、国道204号の本線を佐志バイパスに変更したことに伴い、起点の位置を唐房入口交差点から長松大橋交差点に延伸する[3]。

## 路線状況

### 別名
- 唐津街道（唐津市神田 - 唐津市坊主町）

### 重複区間
- 佐賀県道340号鎮西唐津線（唐津市鎮西町岩野・岩野交差点 - 唐津市鎮西町高野（こうの）・高野交差点）
- 佐賀県道47号肥前呼子線（唐津市鎮西町石室 地内）

### 道路施設

#### 橋梁
- 八幡橋（佐志川、唐津市桜橋 - 唐津市佐志中通）

## 地理

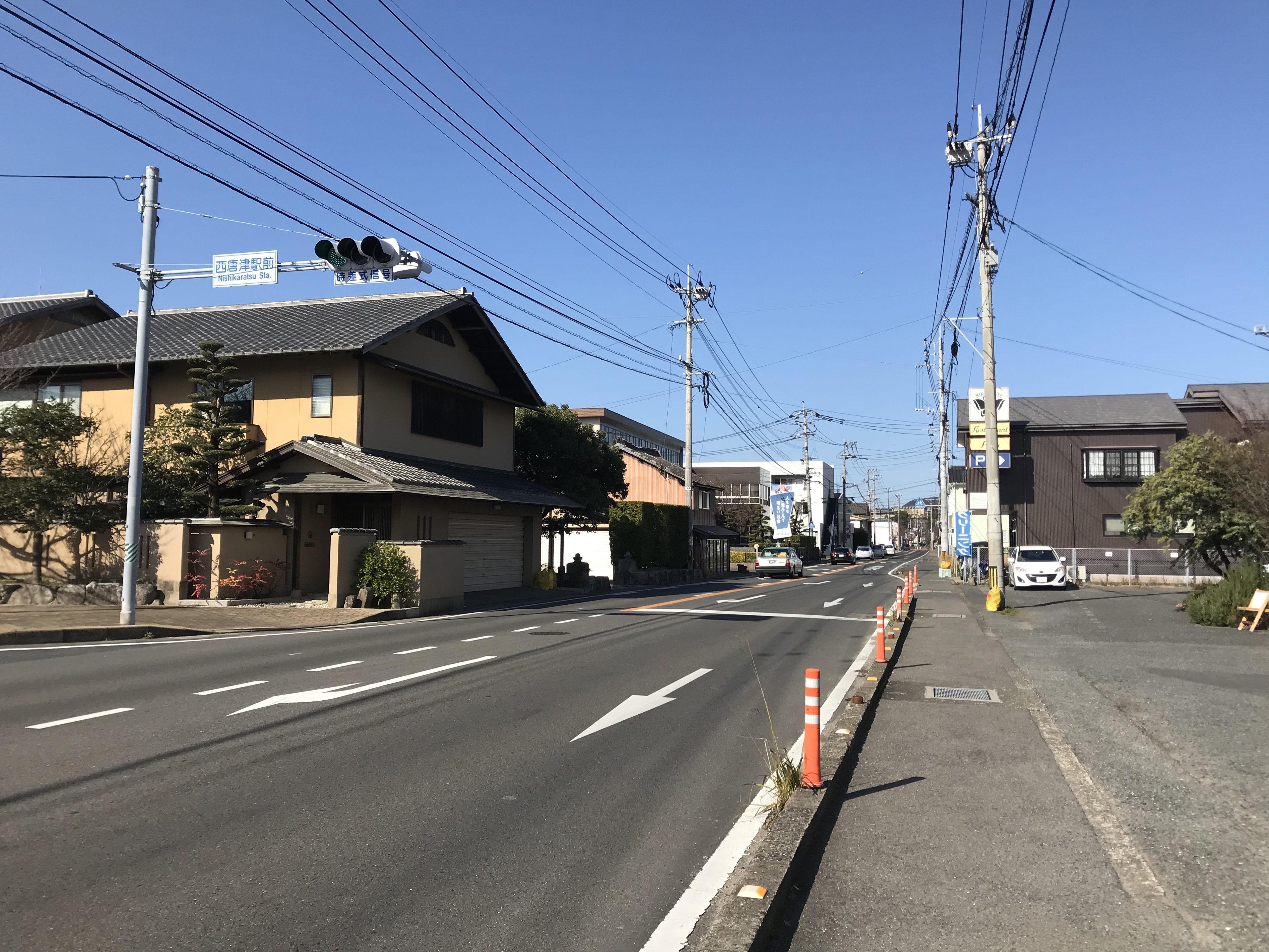
西唐津駅前。奥は呼子方面

### 通過する自治体
- 唐津市

### 交差する道路
| 交差する道路                                      | 交差する場所         | 交差する場所              |
| ------------------------------------------------- | -------------------- | ------------------------- |
| 国道204号 国道382号 重複 佐賀県道33号唐津肥前線   | 神田（こうだ）       | 長松大橋交差点 / 起点     |
| 佐賀県道347号虹の松原線                           | 坊主町               |                           |
| 佐賀県道216号唐津港線                             | 西唐津3丁目          | 妙見埠頭入口交差点        |
| 佐賀県道265号切木唐津線                           | 佐志浜町             | 浜町交差点                |
| 国道204号 国道382号 重複                          | 佐志浜町             | 唐房入口交差点            |
| 国道204号 / 唐房バイパス 国道382号 重複           | 浦                   | [ 注釈 1 ]                |
| 佐賀県道340号鎮西唐津線 重複区間起点              | 鎮西町岩野           | 岩野交差点                |
| 佐賀県道340号鎮西唐津線 重複区間終点 上場広域農道 | 鎮西町高野（こうの） | 高野交差点                |
| 佐賀県道292号加倉仮屋港線                         | 鎮西町加倉           | 加倉交差点                |
| 佐賀県道254号今村枝去木線                         | 枝去木               | 石原交差点                |
| 佐賀県道47号肥前呼子線 重複区間起点               | 鎮西町石室           |                           |
| 佐賀県道47号肥前呼子線 重複区間終点               | 鎮西町石室           |                           |
| 国道204号 佐賀県道310号名護屋港線                 | 鎮西町名護屋         | 前田利家陣跡交差点 / 終点 |

### 交差する鉄道
- 唐津線

### 沿線
- 唐津市立第一中学校（起点付近）
- 唐津市立長松小学校
- JR九州唐津線 西唐津駅
- 唐津市立佐志小学校
- 名護屋城跡
- 道の駅桃山天下市